# Claude-Nicolas Vaudrey
Claude-Nicolas Vaudrey, né à Dijon le 25 novembre 1784, mort au château de Cessey à Jours-lès-Baigneux le 11 mars 1857, est un général et homme politique français.
Il est connu pour avoir secondé Louis-Napoléon Bonaparte, futur Napoléon III, lors de sa première tentative de Coup d'État en 1836.

## Biographie

### Jeune officier pendant les guerres napoléoniennes
À l'issue d'études commencées à l'école centrale de Dijon, poursuivies à l'École polytechnique (1802-1804) et achevées à l'école d'application de Metz (1806), Vaudrey fut nommé lieutenant au 1er régiment d'artillerie à cheval.

Le jeune officier participa aux guerres du Premier Empire. Après avoir servi à Naples et en Calabre en 1806, il fut fait prisonnier par les Autrichiens lors de la campagne d'Allemagne et d'Autriche (1809). Libéré en 1810, il fut promu capitaine et décoré, trois ans plus tard, de la Légion d'honneur. Lors de la campagne d'Allemagne, il se distingua à la Bataille de Dresde mais fut gravement blessé à la suite d'une charge à Grossenhagen (Tarnowo). Nommé chef d'escadron, il prit part à la campagne de France. Après la première abdication de l'empereur, la Première Restauration le mit à la demi-solde.
En 1815, au retour de Napoléon, Vaudrey fut réintégré et nommé commandant de l'artillerie des deuxième et troisième divisions du 1er corps et combattit à Waterloo, où il commandait douze pièces d'artillerie légère (les 6 pièces de la 1e division de cavalerie du Général Jacquinot, du Ier corps et les 6 pièces de la 5e division de cavalerie du Général Subervie, du VIe corps). Il réussit à sauvegarder ses pièces de la charge des Scots Greys en désobéissant à son supérieur, le Général Dessales, après l'avoir prévenu d'un regroupement de cavalerie prêt à sabrer la Grande Batterie. Il reste en ligne avec ses canons puis participe au front contre les Prussiens jusqu'à épuisement de ses munitions.
Il fut de nouveau licencié et mis en demi-solde en novembre 1815.
Remis en activité auprès de son régiment d'origine en 1817, Vaudrey fut promu lieutenant-colonel en 1826 puis colonel en 1830. Connu pour ses opinions libérales, qu'il avait manifestées à Strasbourg lors des Trois Glorieuses, Vaudrey fut candidat « patriote » aux élections législatives de 1831 à Semur-en-Auxois mais fut battu de peu par Jean Vatout. Envoyé pendant quelques mois à Bastia, affectation qu'il ressentit comme un exil, le colonel reçut le commandement du 4e régiment d'artillerie.

### Complice de Louis-Napoléon Bonaparte lors de la tentative de Strasbourg

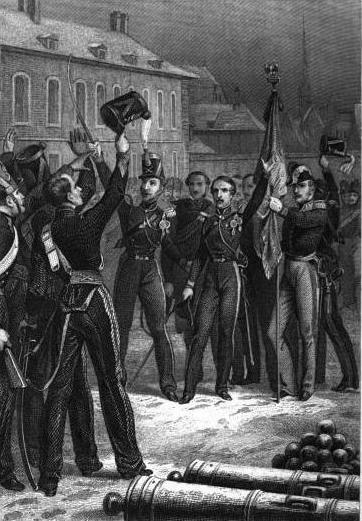
Représentation idéalisée de la tentative de soulèvement. Illustration réalisée au début du Second Empire par Philippoteaux.

En mai puis en juillet 1836, alors que son régiment était en garnison à Strasbourg, le colonel Vaudrey rencontra à Offenbourg puis à Baden-Baden le prince Louis-Napoléon Bonaparte, neveu de Napoléon et prétendant bonapartiste. Ce dernier, qui avait contacté Vaudrey en lui envoyant un exemplaire de son Manuel d'artillerie, préparait un complot consistant à soulever les troupes présentes à Strasbourg puis à marcher sur Paris pour y renverser la Monarchie de Juillet au profit d'un nouveau régime impérial. Amadoué par l'entremise d'une séduisante cantatrice, Éléonore Gordon, Vaudrey accepta d'être complice de ce projet de coup d'État militaire. Sa décision s'était fondée sur sa nostalgie du Premier Empire et sur son sentiment d'être mal traité par le comité supérieur d'artillerie, par les inspecteurs généraux de l'armée et par les autorités, qui n'avaient pas donné suite à ses démarches en vue de devenir aide de camp du duc d'Orléans et lui avaient refusé une bourse pour son fils aîné.

L'opération, d'abord prévue au mois d'août puis ajournée, fut exécutée au petit-matin du 30 octobre. Elle échoua après que plusieurs officiers, dont le général Voirol eurent refusé de se joindre au mouvement. Vaudrey et Louis-Napoléon, ainsi que plusieurs de leurs complices, furent arrêtés.

Si Louis-Napoléon fut autorisé à s'exiler en Amérique, Vaudrey et douze coaccusés furent jugés en janvier 1837 par la cour d'assises du Bas-Rhin. Défendu par Ferdinand Barrot, le colonel fut acquitté par les jurés en vertu du principe d'égalité face à la loi, car le pouvoir avait permis au principal responsable d'éviter la prison.

Libéré, le colonel Vaudrey fut mis à la retraite le 31 mars 1837.

Il ne fut pas abandonné par les Bonaparte : Louis-Napoléon lui envoya une lettre amicale depuis New York et la mère du prince, Hortense de Beauharnais, qui avait financé la défense du colonel par l'intermédiaire du baron Desportes, légua à Vaudrey un portrait de Napoléon pour le remercier de son dévouement.
Quelques années plus tard, il se rendit à Londres pour y retrouver Louis-Napoléon. Selon ce dernier, Vaudrey aurait tenté de le dissuader de préparer un nouveau complot. Le prince n'écouta pas ces conseils et, tout en prévoyant de faire du colonel son premier aide-de-camp en cas de succès, tenta un nouveau putsch à Boulogne-sur-Mer le 6 août 1840. Dès le lendemain de cette seconde tentative, à l'issue de laquelle Bonaparte fut arrêté, une perquisition eut lieu au domicile parisien de M. Périer, beau-frère du militaire en retraite, où ce dernier séjournait depuis son retour de Londres. Si le nom de Vaudrey fut cité lors du procès, sa participation à la conspiration ne put être prouvée.

### Homme politique bonapartiste sous la Deuxième République et le Second Empire
Après le renversement de la monarchie par la révolution de 1848, Vaudrey fut nommé commandant de la garde nationale de Dijon. Louis-Napoléon Bonaparte ayant été élu Président de la République le 20 décembre, Vaudrey revint en grâce. Il reçut en effet, quelques semaines plus tard, les insignes de commandeur de la Légion d'honneur et fut nommé aide de camp de l'ancien conjuré de Strasbourg. Élu, en mai 1849, représentant de la Côte-d'Or à l'Assemblée nationale législative, il siégea à droite et soutint la politique du prince-président.
À la suite du Coup d'État du 2 décembre 1851, la fidélité de Vaudrey à la cause bonapartiste fut récompensée par le poste de gouverneur des palais des Tuileries, du Louvre et de l'Élysée et par le grade de général de brigade (31 janvier 1852).
Élu conseiller général du canton de Baigneux-les-Juifs en 1852, il fut nommé sénateur la même année. En 1854, il fut élevé à la dignité de grand officier de la Légion d'honneur.
Il mourut trois ans plus tard, à l'âge de 72 ans, à Jours-lès-Baigneux. Un autel a été élevé en sa mémoire dans l'église de ce petit village par sa veuve et ses deux fils.